# Kominterna
Kominterna (daljše Komunistična internacionala; rusko Комминтерн, Komintern - Коммунистический интернационал, Kommunističeskij internacional; tudi: Tretja internacionala) je bila mednarodna zveza komunističnih strank in sorodnih gibanj z vsega sveta. Leta 1919 jo je v Moskvi ustanovil Lenin. Kominterna je posegala v notranje življenje posameznih KP: komunistične partije po vsem svetu, v različnih državah, so lastno politiko usmerjale, glede na zahteve in potrebe Kominterne. Zagotavljala je finančno in organizacijsko pomoč komunističnim funkcionarjem, ki so se borili za oblast in komunističnim strankam po vsem svetu, s ciljem izvedbe svetovne komunistične revolucije. Podpirala je državne prevrate komunistov v različnih državah, vendar zahtevala, da so vse komunistične partije v svojem delovanju strogo podrejene Moskvi. Člani Kominterne so tesno sodelovali s sovjetsko tajno policijo NKVD, ki so jo oskrbovali z informacijami iz tujine. Čeprav je imela Kominterna svoje predsednike (po vrsti Grigorij Zinovjev, Nikolaj Buharin, Georgi Dimitrov, med vplivnejšimi je bil mdr. Dmitrij Manuilski), je bila v letih od 1919 do 1924 pod neposrednim vodstvom voditelja Lenina. Po Leninovi smrti je nadzor nad Kominterno prevzel Stalin. Slednji je na zahtevo Zahodnih zaveznikov, ZDA in Združenega kraljestva, s ciljem zavezništva proti nacistični Nemčiji leta 1943 razpustil Kominterno, skrivoma pa še vedno ohranil nadrejen položaj nad voditelji komunističnih strank v drugih državah. Med slovenskimi osebnostmi, ki so delovali v Kominterni so bili Edvard Kardelj, Matija Maček, Dragotin Gustinčič, Franc Leskošek, Lovro Kuhar in drugi.